# Suhoi Su-2
Suhoi Su-2 a fost un avion de recunoaștere și bombardier ușor sovietic folosit în primele etape ale celui de-al Doilea Război Mondial. A fost primul avion proiectat de Pavel Suhoi. Varianta superioară Su-4 avea motorul și armamentul mai bun, iar varianta ShB a fost modificată pentru rolul de atac la sol.

## Dezvoltare
Avionul Su-2 a fost de o construcție mixtă. Fuzelajul era semimonococ cu părți de lemn și strat de placaj. Aripile erau construite din duraluminiu și fier cu suprafețe cu control acționat de bielă acoperite de material. Pilotul și mitraliorul erau protejați de un blindaj de 9mm. Trenul de aterizare trăgător de coadă se retracta, inclusiv roata de la coadă.

## Istoricul operațiunilor
Deși peste 800 de avioane Suhoi Su-2 și Su-4 au fost construite, avionul era considerat învechit și prost înarmat la începutul celui de-al Doilea Război Mondial. Deoarece această versiune ușoară cu motor M-88B a atins viteza de 512 km/h în testare, câteva avioane Su-2 au fost folosite ca avioane de vânătoare în primele zile al Marelui Război Patriotic datorită pierderilor imense a Aviației Sovietice și lipsei de avioane.